# Joaquín García-Morato
Joaquín García-Morato y Castaño (Melilla, 4 de mayo de 1904 - Griñon, provincia de Madrid, 4 de abril de 1939) fue un militar y aviador español que participó en la Guerra Civil en el bando sublevado. Está considerado como el máximo as de la aviación española hasta la fecha. En 1950 se le concedió, a título póstumo, el título de conde del Jarama.

## Primeros años
Joaquín García-Morato y Castaño era hijo del comandante de Infantería José García-Morato Cánovas y de María Castaño Miranda. Ingresó a los 16 años en la Academia de Infantería de Toledo junto a su hermano Antonio el 8 de septiembre de 1920 y tras ser ascendido al empleo de alférez de Infantería el 6 de diciembre de 1922, fue destinado al Regimiento de Infantería "Ordenes Militares nº 77".
En septiembre de 1923 fue destinado a Marruecos a la Comandancia de Melilla.
En julio de 1924 realizó las pruebas para el curso de Piloto de Avión en el Aeródromo de Cuatro Vientos, regresando a continuación a su destino en Marruecos.
El 24 de diciembre de 1924 su padre, comandante del Regimiento de Infantería "Tetuán 45", desapareció en acción de guerra en Marruecos.
En febrero de 1925 fue ascendido a teniente, siendo destinado en marzo a la Plana Mayor del Regimiento de Lérida.
Habiendo sido admitido al curso de Piloto, se incorpora a la escuela de Albacete el 1 de abril de 1925, donde sería compañero de curso del teniente de Intendencia Carlos de Haya, que se convertiría en uno de sus mejores amigos y además, en su cuñado.
Tras el curso elemental en Albacete haría el de Transformación en Guadalajara siendo nombrado Piloto el 31 de octubre de 1925 y destinado a la Base Aérea de Sevilla.
En febrero de 1926 sería destinado a Marruecos donde permanecería hasta julio que fue a realizar curso de Piloto de hidroaviones, a Los Alcázares.
Sería destinado en 1927 a la base de hidroaviones de El Atalayón, donde sufriría un grave accidente de vuelo el 24 de octubre de 1928.
Estando ingresado en el Hospital Militar de Carabanchel (el actual Hospital Central de la Defensa Gómez Ulla) recuperándose de sus heridas, el 21 de febrero de 1929 ingresan gravemente herido a su hermano, el teniente de Infantería Antonio García-Morato, que servía como observador en aviación y que era alumno en la Escuela de Transformación de Guadalajara, realizando el curso de piloto. 
Se había estrellado durante un vuelo de entrenamiento y murió a consecuencia de sus heridas el 1 de marzo de 1929.
El 22 de julio de 1929, se casa con María del Carmen Gálvez Moll, hija de un ilustre Médico de Málaga. Carlos de Haya se casaría con Josefina, la hermana de María del Carmen, en 1932.
Casi 1 año después, recuperado de sus graves heridas vuelve al servicio activo, realizando el curso de Observador y el curso de Combate y Bombardeo en la Base Aérea de Los Alcázares.
Tras la sublevación de varios aviadores en Cuatro Vientos el 15 de diciembre de 1930, se suprime en enero la Escala Independiente del Servicio de Aviación, siendo destinado en febrero a los servicios de instrucción de la Escuela de Pilotaje de Alcalá de Henares como teniente de Infantería.

## Segunda República
Al proclamarse la República sería dado de baja de aviación pasando destinado al Batallón de Montaña nº4 de Estella y luego al n.º 2 de Gerona.
Destinado a Aviación de nuevo un tiempo después, fue a la Escuela de Guadalajara como profesor de vuelo.
En 1935 asciende a capitán y es destinado al Ministerio de la Gobernación y de allí como profesor a la Escuela de Vuelo y Combate, publicando por esas fechas 2 libros: "Vuelo sin visibilidad exterior" y "Acrobacia Aérea".
Como experto piloto acrobático era frecuentemente invitado a participar en concursos y festivales aeronáuticos.

## Guerra civil
Estando en Inglaterra, el 18 de julio de 1936 lo sorprende el Golpe de Estado, regresando a España, incorporándose al ejército rebelde, a primeros de agosto. Pasó a realizar misiones de caza en el Frente de Andalucía el mismo mes de agosto.
Reclamó su primer derribo el 12 de agosto, un Vickers Vildebeest que cayó sobre Antequera (Málaga). El 18 de agosto reclamó otros 2 derribos y el 2 de septiembre el 4.º.

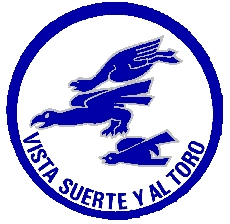
Emblema de la Patrulla Azul.

En septiembre empezó a volar el Fiat CR.32, avión con el que volaría durante el resto de la guerra, alcanzando el 11 de septiembre su 5.ª victoria, siendo el primer piloto español en alcanzar los 5 derribos. Continuó derribando aparatos a lo largo de los meses siguientes. 
En diciembre de 1936, creó la Patrulla Azul, al poder disponer en exclusiva de 3 Fiat CR-32, pudiendo operar de forma autónoma en unión de los pilotos Narciso Bermúdez de Castro y Julio Salvador Díaz-Benjumea.
En febrero de 1937, en plena Batalla del Jarama, la aviación de caza italiana se negó a escoltar a los grupos de bombardeo rebeldes, dotados de aviones Ju-52, tras las líneas republicanas debido a las muchas bajas que estaban sufriendo a manos de los pilotos soviéticos y sus modernos aviones de caza "ratas" y "moscas". 
Debido a esto, el 16 de febrero fue derribado el Ju-52 pilotado por el capitán José Calderón Gaztelu, el cual ordenó a su grupo que cumplieran su misión con escolta o sin ella ("mañana bombardearemos caiga quien caiga"). 
Por esta acción, el capitán Calderón Gaztelu recibió la Cruz Laureada de San Fernando, a título individual póstumo, el 14 de enero de 1948 (última Laureada individual concedida por la guerra civil).
Llamado Morato a Salamanca por el jefe de la aviación del bando rebelde, el general Alfredo Kindelán, este le ordenó que se incorporara con su patrulla a una escuadrilla de la caza italiana para proteger a los bombarderos nacionales. 
El 18 de febrero de 1937, durante un servicio de protección de bombarderos, los cazas italianos, al llegar a la línea del frente, se negaron a proteger a los bombarderos sobre el territorio fuera del control de los rebeldes.
A pesar de no ser escoltados, los bombarderos continuaron el vuelo y tras pasar la línea del frente fueron atacados por más de 30 cazas de la Fuerza Aérea Republicana. 
García-Morato se lanzó con su patrulla (3 aviones) a proteger a sus bombarderos. Tras unos minutos de incertidumbre y viendo en el aprieto que se encontraban los cazas nacionales, el piloto italiano capitán Nobille desobedeció la orden de no cruzar la línea del frente y salió en su ayuda, siendo seguido por el resto de la escuadrilla italiana.
Por esta acción, Joaquín García-Morato sería recompensado por el gobierno rebelde con su máxima condecoración militar, la Cruz Laureada de San Fernando, a título individual.

### Grupo Morato

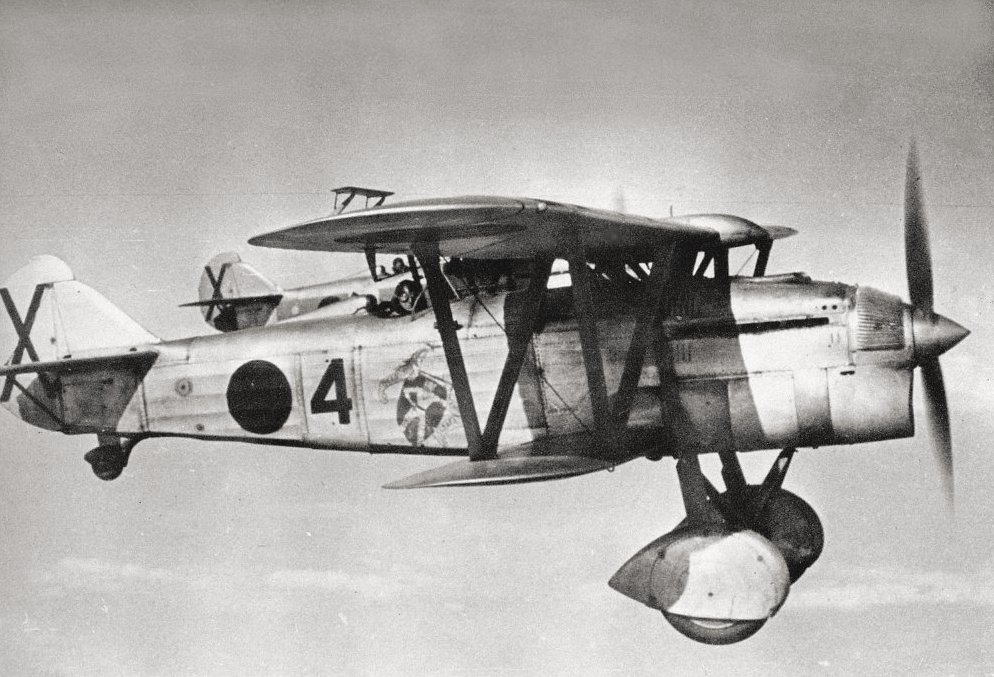
Fiat C.R.32 durante la guerra civil española. García-Morato pilotó este modelo de caza.

El 25 de febrero sería habilitado para comandante de Aviación, es decir, era aún capitán, pero podía ejercer las funciones de un comandante. 
En abril de 1937, la Patrulla Azul se convirtió en la Escuadrilla de Caza 1-E-3 mandada por García-Morato.
Pocas semanas después se creó otra Escuadrilla de Caza, la 2-E-3, bajo el mando del capitán Ángel Salas Larrazábal, y la unidad pasó a denominarse entonces 2-G-3, Grupo de Caza, que se puso bajo el mando de García-Morato. 
En septiembre de 1937 cede el mando de la 2-G-3 a Ángel Salas Larrazábal y él es destinado a Italia en misión oficial.
En diciembre de 1937, al recibir 23 nuevos Fiat CR.32, que le proporcionaban por fin cierta equiparación a los modernos y eficientes aviones soviéticos, se forma la tercera escuadrilla del grupo de caza, la 3-E-3, y poco después al formarse la 4-E-3, se unen ambas escuadrillas en un nuevo Grupo de Caza, el 3-G-3, el Segundo Grupo de Caza compuesto con la 3-E-3 y la 4-E-3, poniendo este segundo Grupo bajo el mando de José Ibarra Montís. 
A finales de 1937, se crea la I Brigada Aérea Hispana, formada por 3 Escuadras de bombarderos y 1 de cazas. La Escuadra de Caza estaba bajo el mando de García-Morato y estaba compuesta por los 2 grupos de Fiats, el 2-G-3 y el 3-G-3.
A lo largo de 1938, ambos grupos pasaron de tener 2 escuadrillas cada uno a 3 escuadrillas, participando en todas las batallas importantes acaecidas en 1938, en las que Morato seguía acumulando derribos, hasta convertirse en el piloto con más derribos de la guerra civil española. 
En julio de 1938, Joaquín recibe una buena noticia, sus hermanos Vicente y Ricardo García-Morato, de los cuales no sabía nada desde 1936, había conseguido huir de la zona republicana y se habían pasado a la zona rebelde.
Pocos días después Ricardo García-Morato, que estudiaba en la Universidad de Madrid antes de estallar la guerra, era seleccionado por mediación de Joaquín por la Jefatura del Aire para realizar el curso de Piloto de Aeroplano, y Vicente, que era alumno de 4.º curso de Medicina, era reclamado para servir como Médico en el servicio de Sanidad de Aviación.
Su gran desempeño a los mandos del Fiat CR32 ("CHIRRI"), un avión con diseño, características y prestaciones ya obsoletas cuando fue introducido, hizo a Italia tomar una engañosa idea del éxito del diseño. 
Ello llevó a Italia a seguir el desarrollo de aviones de caza biplanos entrando poco después en la Segunda Guerra Mundial con una flota de aviones de caza desfasados y muy inferiores a los de sus enemigos futuros.

## Muerte
En abril de 1939, finalizada la guerra, Joaquín García-Morato había derribado 40 aviones enemigos comprobados y 13 probables, había realizado 1.012'23 horas de vuelo, participado en 511 misiones de guerra y luchado en 144 combates aéreos y 122 ametrallamientos.
El 4 de abril de 1939, falleció como resultado de un accidente mientras efectuaba una exhibición, para la realización de una película de guerra, en el Aeródromo de Griñón (Griñón, provincia de Madrid) con su famoso avión 3-51. La exhibición consistía en un combate aéreo simulado entre el Fiat CR-32 de Morato y un Messerschmitt Bf 109, contra un Polikarpov I-16 capturado. 

"El día era triste y gris; nubes muy bajas y una lluvia fina y pertinaz que dificultaba la visibilidad".

Como cuenta en sus memorias póstumas en el libro "Guerra en el Aire":

"Parece lo más probable que Morato quiso tomar tierra picando sobre el extremo del campo y en la misma dirección de entrada, para llegar al suelo, tirar y subir hasta quedar invertido, enderezar y terminar virando 180.º al mínimo de velocidad, para llegar así al extremo del campo y tomar tierra. Esta maniobra es muy peligrosa, pues requiere que se haga todo al límite."

El avión se estrelló de panza unos metros antes de llegar al campo, produciéndole la muerte en el acto, antes de cumplir los 35 años de edad, con el empleo de comandante habilitado, desempeñando el puesto de teniente coronel.

"Una gota de agua en la antena del anemómetro que falseara las indicaciones de éste, fueron motivos suficientes para acabar con una vida heroica y gloriosa"

La casualidad quiso que ese mismo día su gran amigo, el piloto José Ibarra Montís, muriera al estrellarse a bordo de un Dornier Do-17 de bombardeo. Pocos días después, el ataúd con sus restos mortales recorrió España, siendo homenajeado en multitud de poblaciones, hasta recalar en Málaga, donde sería enterrado en la iglesia del Carmen. Estaba casado y tenía 4 hijas.
El 2 de agosto de 1939, sólo 4 meses después de la muerte de Joaquín, un avión de bombardeo Heinkel 111, con 3 aviadores en su interior, se estrellaba en la provincia de Málaga, muriendo sus ocupantes. Uno de ellos era su hermano, Ricardo García-Morato y Castaño, que a pesar de ser piloto de caza, en esta ocasión viajaba como pasajero.

## Reconocimientos
- Actualmente una calle de Torralba de Oropesa, en la provincia de Toledo.
- En Madrid un instituto de educación secundaria lleva su nombre, mientras la calle de Santa Engracia, en Madrid, se llamó de Joaquín García-Morato durante el franquismo.
- En Utrera, Sevilla podemos encontrar la calle Joaquín García Morato en su memoria.
- En Huelva la actual calle Médico Luis Buendía, se llamó anteriormente Aviador García Morato.
- En Albox (Almería), la calle Rulador se llamó calle García Morato durante el franquismo.
- En Sevilla, la actual Ciudad Sanitaria Virgen del Rocío, se llamaba anteriormente Hospital García Morato.
- En Logroño existió hasta 2020 una calle llamada García Morato, entre las calles República Argentina y la calle San Antón, denominada ahora calle Pilar Salarrullana.
- En Maliaño (Cantabria) existe la calle de García Morato (barrio construido por la obra F.Franco)
- El 4 de octubre de 2018, el Ayuntamiento de Alicante ha asignado a la antigua calle García Morato el nombre de José Gutiérrez "Petén", famoso pintor acuarelista alicantino a petición de los vecinos que rechazaron el nombre de Miquel Grau.
- Recientemente, en 2020, el Ayuntamiento de Villanueva del Pardillo (Madrid) cambió el nombre de la calle García-Morato por la de Adolfo Suárez. Dicha acción tuvo el apoyo del Partido Popular de la localidad.
- En Bailén (Jaén), la calle García-Morato pasó a llamarse calle Carpinterías.
- En Mengíbar (Jaén), la calle García-Morato recuperó su antiguo nombre de calle Alta.
- En Écija (Sevilla), el colegio de "detrás de la Plaza" fue denominado Colegio Nacional García-Morato desde su creación en 1969, pasando a ser posteriormente colegio público García Morato y, desde 2003, CEIP Astigi.
- En Málaga, el aeropuerto de Málaga-Costa del Sol se sitúa en una dirección con su nombre, la Avda. del Comandante García Morato
- En Antequera, la actual calle Francisco de Roa (guerrillero en la guerra de la Independencia española), se llamó calle García Morato hasta 2017.
- En Melilla, su ciudad natal, una plaza del centro llevó su nombre, actualmente denominada plaza de la Aviación Española y una calle del barrio del Industrial sigue llevando su nombre, Aviador Comandante Joaquín García-Morato.
- En Reus (Tarragona), ciudad que disponía de un aeropuerto perteneciente al Ejército del Aire, se le puso el nombre de García Morato a la calle que une la plaza Cataluña con el paseo de los Mártires. Hoy el aeropuerto es civil y su mención en el callejero se cambió por la del Dr. Robert.
- En Valladolid, la calle García Morato cambió su nombre en 2014 a paseo del Hospital Militar en cumplimiento de la Ley de Memoria Histórica.[6]